# 643 Scheherezade
643 Scheherezade
643 Scheherezade là một tiểu hành tinh ở vành đai chính, thuộc nhóm tiểu hành tinh Cybele. Tiểu hành tinh này do August Kopff phát hiện ngày 8.9.1907 ở Heidelberg, và được đặt theo tên Scheherazade, người kể truyện Nghìn lẻ một đêm